# História das escolas infantis na Grã-Bretanha

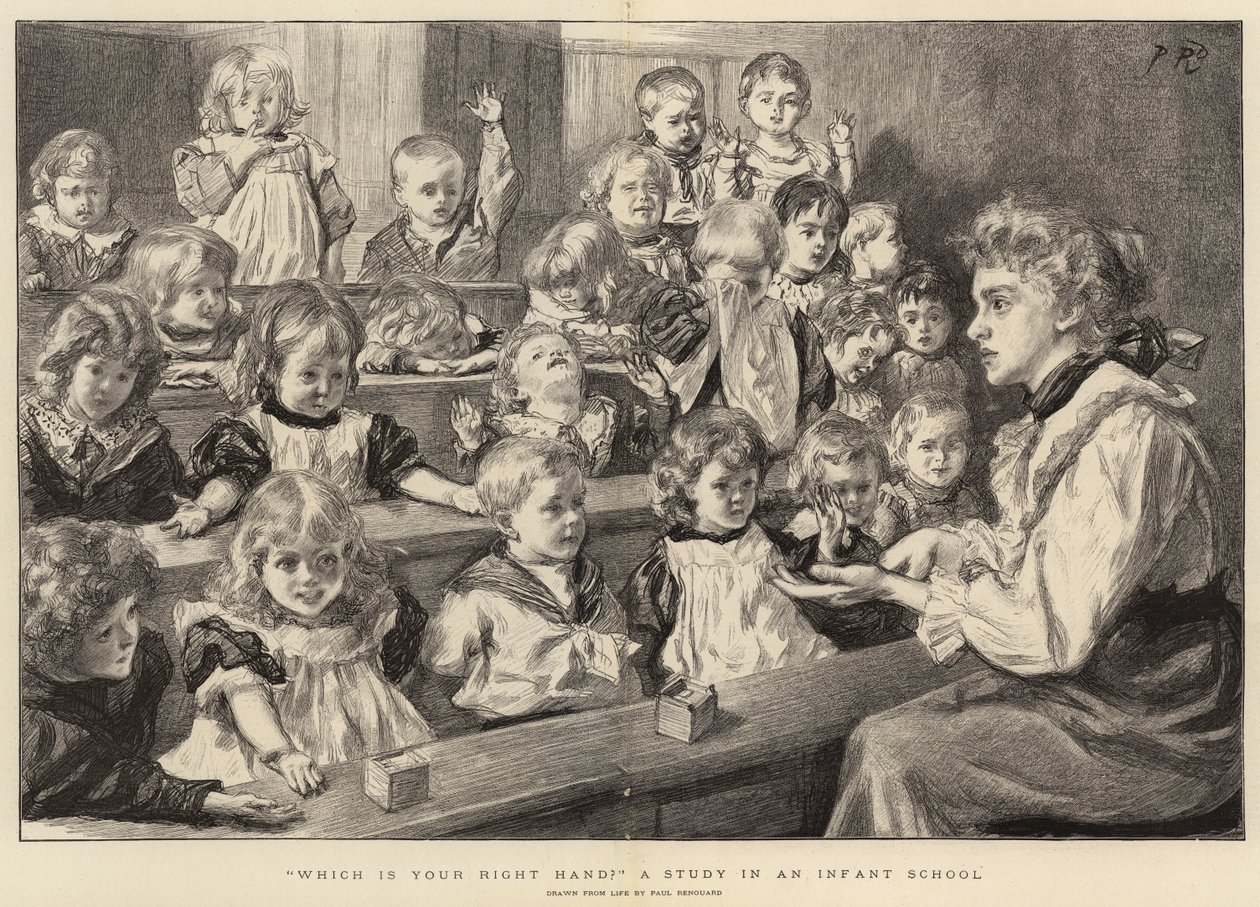
Qual é a sua mão direita?, ilustração de uma classe infantil não identificada desenhada por Paul Renouard e publicada em The Graphic (1898) (Note: As galerias em níveis eram um aspecto comum do ensino infantil no século XIX, a "galeria baixa" retratada aqui é um projeto posterior que permitia que o professor ficasse mais perto das crianças. Materiais de jardim de infância também podem ser vistos nas carteiras.)

A primeira escola infantil na Grã-Bretanha foi fundada em New Lanark, Escócia, em 1816. Foi seguida por outras escolas infantis filantrópicas em toda a Grã-Bretanha. A educação infantil era um conceito novo na época e vista como uma solução potencial para problemas sociais relacionados à industrialização. Vários escritores publicaram trabalhos sobre o assunto e desenvolveram uma teoria do ensino infantil. Isso incluía educação moral , exercícios físicos e um professor autoritário, mas amigável.
Na Inglaterra e no País de Gales, as escolas infantis serviam para maximizar a educação que as crianças podiam receber antes de deixarem a escola para começar a trabalhar. Elas eram valorizadas pelos pais como uma forma de assistência à infância, mas se mostraram menos populares na Escócia. As escolas públicas na Inglaterra e no País de Gales foram aconselhadas em 1840 a incluir departamentos infantis em seus terrenos. À medida que foi integrada ao sistema estadual, a educação infantil na Inglaterra e no País de Gales ficou sob pressão para atingir um rápido progresso acadêmico nas crianças e mudou para o aprendizado mecânico. Os novos métodos de "jardim de infância" de ensino para crianças pequenas tiveram alguma influência limitada no currículo no final do século XIX.
A partir de 1905, a educação infantil na Inglaterra e no País de Gales mudou para métodos de ensino mais centrados na criança, onde a educação deveria refletir as preferências das crianças. Muitas das crianças mais novas, menores de cinco anos, que eram consideradas inadequadas para a escola, foram removidas completamente, embora algumas classes de creche tenham sido posteriormente anexadas às escolas infantis para atender a essa faixa etária. A abordagem centrada na criança atingiu seu pico após um relatório em 1967. Em 1988, um currículo mais centralizado foi introduzido, mas houve afastamentos disso no País de Gales desde a devolução. O termo "departamento infantil" para os primeiros anos na escola foi amplamente usado na Escócia na década de 1960, mas não é mais usado geralmente lá.

## Terminologia
O termo "escola infantil" (infant school) é usado no Reino Unido. Pode se referir a uma escola separada ou a um departamento dentro de uma escola maior (por exemplo, uma escola primária). Os dicionários fornecem várias faixas etárias para esta fase da educação. Cambridge descreve as escolas infantis como "para crianças de quatro a sete anos". Collins as define como "para crianças entre cinco e sete anos". Merriam-Webster usa a faixa etária de "cinco a sete ou oito". Oxford não fornece um limite de idade inferior, apenas afirma "geralmente abaixo de sete anos de idade". Um documento do governo do Reino Unido publicado em 2013 descreveu "infantil (5 a 7 ou 8)" como a fase intermediária da educação primária na Inglaterra e no País de Gales, mas comentou que "na Escócia e na Irlanda do Norte geralmente não há distinção entre escolas infantis e juniores."